# Hermann Gröhe
Hermann Gröhe, född 25 februari 1961 i Uedem i Kleve i dåvarande Västtyskland, är en tysk konservativ politiker tillhörande Kristdemokratiska unionen (CDU) och var mellan 17 december 2013 och 14 mars 2018 Tysklands hälso- och vårdminister i Angela Merkels tredje förbundsregering.
Gröhe var från 1989 till 1994 förbundsordförande för Junge Union, är sedan 1994 ledamot av Tysklands förbundsdag och var 2008-2009 statssekreterare hos förbundskanslern Angela Merkel (CDU). Från 2009 till 2013 var han generalsekreterare för CDU. 
Gröhe har en examen i juridik från Kölns universitet och har sedan 1994 advokatbehörighet. Som lutheran har han varit engagerad i kyrkorådet för Tysklands evangeliska kyrka och bland annat varit medutgivare av tidningen Chrismon. Han är gift och har fyra barn.